# Mounir El Hamdaoui
Mounir El Hamdaoui (ur. 14 lipca 1984 w Rotterdamie) – piłkarz marokański grający na pozycji napastnika. Posiada także obywatelstwo holenderskie.

## Kariera klubowa
El Hamdaoui urodził się w Rotterdamie w rodzinie pochodzenia marokańskiego. Karierę piłkarską rozpoczął w klubie SBV Excelsior i w 2001 roku stał się zawodnikiem pierwszego zespołu. W nim zadebiutował 29 marca 2002 roku w przegranym 0:3 wyjazdowym spotkaniu z RBC Roosendaal. Na koniec sezonu awansował z Excelsiorem do pierwszej ligi, ale w niej grał tylko rok. W latach 2003–2005 był najlepszym strzelcem drużyny za czasów jej gry w drugiej lidze Holandii.
Na początku 2005 roku El Hamdaoui podpisał 3,5-letni kontrakt z angielskim Tottenhamem Hotspur. Przez pół roku nie zdołał jednak zadebiutować w Premiership i grał jedynie w sparingach. We wrześniu 2005 został wypożyczony do Derby County, grającego w Football League Championship. 18 września zaliczył debiut w zespole "Baranów", w zremisowanym 2:2 meczu z Southamptonem. W drużynie z Pride Park Stadium wystąpił 6 razy i strzelił 3 gole.
W czerwcu 2006 roku Mounir wrócił do Holandii i został zawodnikiem Willem II Tilburg. 19 sierpnia zdobył gola w debiucie przeciwko FC Utrecht (2:1), a w pierwszych czterech spotkaniach sezonu zaliczył trzy trafienia, jednak doznał kontuzji, która wyeliminowała go z gry do końca sezonu.
W sierpniu 2007 El Hamdaoui podpisał kontrakt z AZ Alkmaar, obowiązujący do 2012 roku. Kosztował 2,3 miliona euro, a pierwszy mecz w koszulce AZ rozegrał 16 września przeciwko Sparcie Rotterdam (2:2) i w 76. minucie zdobył gola. W sezonie 2008/2009 jest liderem strzelców Eredivisie, a w ataku AZ występuje wraz z Brazylijczykiem Arim. W sezonie 2008/2009 został najlepszym strzelcem Eredivisie z dorobkiem 23 goli. W 2010 roku 30 lipca przeszedł do AFC Ajax, z którym podpisał czteroletni kontrakt. Nieoficjalnie wiadomo, że kosztował 5 milionów euro.
| Sezon   | Klub              | Kraj      | Rozgrywki        | Mecze | Bramki |
| ------- | ----------------- | --------- | ---------------- | ----- | ------ |
| 2001/02 | SBV Excelsior     | Holandia  | Eerstedivisie    | 6     | 2      |
| 2002/03 | SBV Excelsior     | Holandia  | Eredivisie       | 21    | 2      |
| 2003/04 | SBV Excelsior     | Holandia  | Eerstedivisie    | 33    | 17     |
| 2004/05 | SBV Excelsior     | Holandia  | Eerstedivisie    | 14    | 11     |
| 2004/05 | Tottenham Hotspur | Anglia    | Premiership      | 0     | 0      |
| 2005/06 | Derby County      | Anglia    | Championship     | 9     | 3      |
| 2006/07 | Willem II Tilburg | Holandia  | Eredivisie       | 4     | 3      |
| 2007/08 | Willem II Tilburg | Holandia  | Eredivisie       | 2     | 0      |
| 2007/08 | AZ Alkmaar        | Holandia  | Eredivisie       | 23    | 7      |
| 2008/09 | AZ Alkmaar        | Holandia  | Eredivisie       | 31    | 23     |
| 2009/10 | AZ Alkmaar        | Holandia  | Eredivisie       | 20    | 16     |
| 2010/11 | AFC Ajax          | Holandia  | Eredivisie       | 26    | 13     |
| 2011/12 | AFC Ajax          | Holandia  | Eredivisie       | 0     | 0      |
| 2012/13 | ACF Fiorentina    | Włochy    | Serie A          | 19    | 3      |
| 2013/14 | Málaga CF (wyp.)  | Hiszpania | Primera División | 13    | 3      |

## Kariera reprezentacyjna
W latach 2004–2005 El Hamdaoui rozegrał trzy mecze i zdobył jednego gola w barwach reprezentacji Holandii U-21. 6 listopada 2006 roku w wywiadzie dla magazynu Voetbal International zdecydował, iż będzie reprezentował barwy Maroka. Selekcjoner Roger Lemerre po raz pierwszy powołał go do kadry A na towarzyskie spotkanie z Czechami, które odbyło się 11 lutego 2009 roku.